# The Twilight Saga: Hừng đông – Phần 2
The Twilight Saga: Hừng đông – Phần 2 (tên gốc tiếng Anh: The Twilight Saga: Breaking Dawn – Part 2) là một phim điện ảnh chính kịch lãng mạn kỳ ảo được đạo diễn bởi Bill Condon dựa trên tiểu thuyết Hừng đông của nữ nhà văn Stephenie Meyer.

## Diễn viên
Nguồn:
- Kristen Stewart trong vai Bella Cullen
- Robert Pattinson trong vai Edward Cullen
- Taylor Lautner trong vai Jacob Black
- Mackenzie Foy trong vai Renesmee Cullen
- Ashley Greene trong vai Alice Cullen
- Maggie Grace trong vai Irina
- Jamie Campbell Bower trong vai Caius
- Michael Sheen trong vai Aro
- Nikki Reed trong vai Rosalie Hale
- Kellan Lutz trong vai Emmett Cullen
- Dakota Fanning trong vai Jane
- Jackson Rathbone trong vai Jasper Hale
- Christopher Heyerdahl trong vai Marcus
- Peter Facinelli trong vai Carlisle Cullen
- Billy Burke trong vai Charlie Swan
- Lee Pace trong vai Garrett
- Christian Serratos trong vai Angela Weber
- Elizabeth Reaser trong vai Esme Cullen
- MyAnna Buring trong vai Tanya
- Noel Fisher trong vai Vladimir
- Joe Anderson trong vai Alistair
- Cameron Bright trong vai Alec
- Angela Sarafyan trong vai Tia
- Aldo Quintino trong vai Amazon Vampire
- Rami Malek trong vai Benjamin
- Booboo Stewart trong vai Seth Clearwater
- Daniel Cudmore trong vai Felix
- Christian Camargo trong vai Eleazar
- Mía Maestro trong vai Carmen
- Ty Olsson trong vai Phil
- Alex Meraz trong vai Paul
- Judith Shekoni trong vai Zafrina
- Charlie Bewley trong vai Demetri
- JD Pardo trong vai Nahuel
- Julia Jones trong vai Leah Clearwater
- Lateef Crowder trong vai Santiago
- Andrea Powell trong vai Sasha
- Toni Trucks trong vai Mary
- MyAnna Buring trong vai Tanya
- Casey LaBow trong vai Kate
- Andrea Gabriel trong vai Kebi
- Austin Naulty trong vai Werewolf
- Kiowa Gordon trong vai Embry Call
- Chaske Spencer trong vai Sam Uley
- Bronson Pelletier trong vai Jared
- Marisa Quinn trong vai Huilen
- Omar Metwally trong vai Amun
- Valorie Curry trong vai Charlotte
- Tracey Heggins trong vai Senna
- Marlane Barnes trong vai Maggie
- Guri Weinberg trong vai Stefan
- Erik Odom trong vai Peter
- Lisa Howard trong vai Siobhan
- Bill Tangradi trong vai Randall
- Patrick Brennan trong vai Liam
- Amadou Ly trong vai Henri
- Janelle Froehlich trong vai Yvette
- Masami Kosaka trong vai Toshiro